# Цвайфельшайд
Цвайфельшайд (нем. Zweifelscheid) — община в Германии, в земле Рейнланд-Пфальц. 
Входит в состав района Айфель-Битбург-Прюм. Подчиняется управлению Нойербург.  Население составляет 42 человека (на 31 декабря 2010 года). Занимает площадь 1,81 км².